# Aproceros
Genre
Aproceros   est un genre d'insectes hyménoptères de la famille des Argidae, originaire d'Asie orientale.
Ce genre comprend une dizaine d'espèces décrites, dont toutes ont une aire de répartition naturelle confinée à l'Extrême-Orient (Chine, Japon, Extrême-Orient russe).

## Liste d'espèces
Selon Index to Organism Names (ION) :
- Aproceros antennatus Togashi 1998
- Aproceros hakusanus Togashi 1962
- Aproceros maculata Wei sp. nov.[3] ;
- Aproceros leucopoda Takeuchi 1939
- Aproceros mikagei Togashi 2003
- Aproceros okutanii Togashi 1968
- Aproceros pallidicornis (Mocsary 1909)
- Aproceros scutellis Wei & Nie 1998[3] ;
- Aproceros sikkimensis Saini & Thind 1992
- Aproceros umbricola Malaise 1931[4].